# 遠征戰鬥載具
遠征戰鬥載具（英語：Expeditionary Fighting Vehicle, ，简称为EFV), 前身为Advanced Amphibious Assault Vehicle,简称为 AAAV,先進兩棲突擊載具，由通用動力公司陸地系統部門（General Dynamics Land Systems, GDLS）負責研發製造，而後在 2003 年 9 月 10 日更名為遠征戰鬥載具。依計畫，美國海軍陸戰隊原定將於 2015 年前購置 1,013 輛，以取代現役的AAV-7A1兩棲突擊載具。
本車基本上是一輛兩棲裝甲人員運輸車（Amphibious Armored Personnel Carrier, AAPC），設計目標是要將一個完整編制的海軍陸戰隊步兵班從地平線外的兩棲突擊艦直接運送上岸，並擁有至少相等於或超過 M1 艾布蘭（Abrams）式主力戰車的敏捷性、生存性和機動力。
為彌補上一代兩棲登陸載具性能之不足，並強化其除作為兩棲載具之外的一線作戰功能，遠征戰鬥載具成為現今美國海軍陸戰隊最高優先的地面武器研製計畫。面對未來登陸作戰可能面對的高威脅環境，MV-22 鶚（Osprey）式傾斜旋翼機、LCAC-1 氣墊登陸艇（Landing Craft Air Cushion, LCAC）與遠征戰鬥載具，將成為二十一世紀美國海軍陸戰隊執行從海上作戰機動（Operational Maneuver From The Sea, OMFTS）三棲登陸作戰時的三大利器。
2011年1月6日，美国国防部部长罗伯特·盖茨宣布EFV计划取消。美國海軍陸戰隊在2022年8月發包給貝宜系統生產裝配由孔斯貝格公司生產的RT-20無人30公釐機砲砲塔構型的兩棲戰鬥載具ACV-30的量產型測試車，該車會取代此計畫。

## 構型
通用動力公司陸地系統部門（GDLS）研發的遠征戰鬥載具是一輛鋁製車殼的全履帶兩棲裝甲人員運輸車。履帶系統的驅動輪在前、惰輪在後，有 7 組路輪與 2 組迴帶輪，並安裝有液氣壓懸吊系統（Hydropneumatic Suspension System），可獲得地面機動時的最佳穩定性。動力系統使用 1 具 MTU 公司的 MT883 Ka-523 四行程十二汽缸柴油發動機。該型發動機有 2 種操作模式：陸上使用的低出力模式（可輸出 850hp）及海上高速機動使用的高出力模式（可輸出 2,575hp）。
本車駕駛席位於車體左前方，前上方則是 1 座 Mk 46 砲塔。砲塔右側為車長席、砲塔左側為射手席，而步兵指揮官的座位則位於車體右前方，17 名陸戰隊步兵則乘坐於車體尾段以及中段的兩側獨立摺疊座椅。車尾有一大型跳板可供乘員進出，跳板上還設有一個可供乘員進出的艙門；另外，乘員艙頂部還有 2 片滑動式艙蓋可供緊急狀況下進出。
在海上高速機動時，車體四周的可伸縮邊板將會張開，以避免高速航行時車體或履帶與海面接觸產生巨大阻力，從外型來看很像一個衝浪板，其作用原理也類似於衝浪。配合大推力的轉向噴水推進器，遠征戰鬥載具將可以高速（46 公里／小時）在海上機動，縮短敵火下的航渡時間。
遠征戰鬥載具的車體是以鋁合金焊接而成，設計目標是可抵擋來自 300 公尺外 14.5mm 重機槍穿甲彈的射擊，或 15 公尺外爆炸的 155mm 榴彈破片。未來可能加裝模組化陶瓷裝甲，以增強防護力。

## 武裝

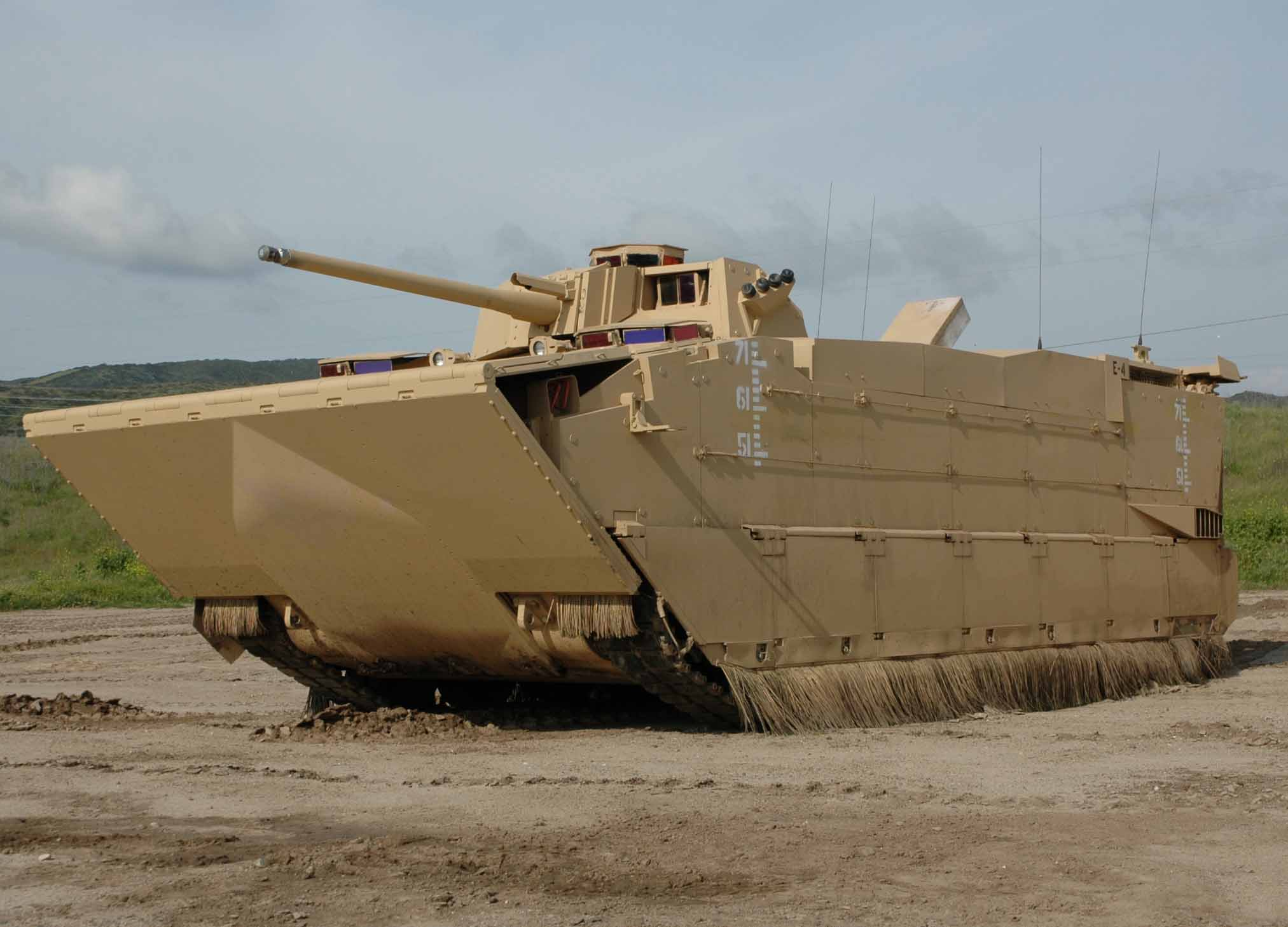
Mk 44 Mod 1 30mm鏈砲砲塔

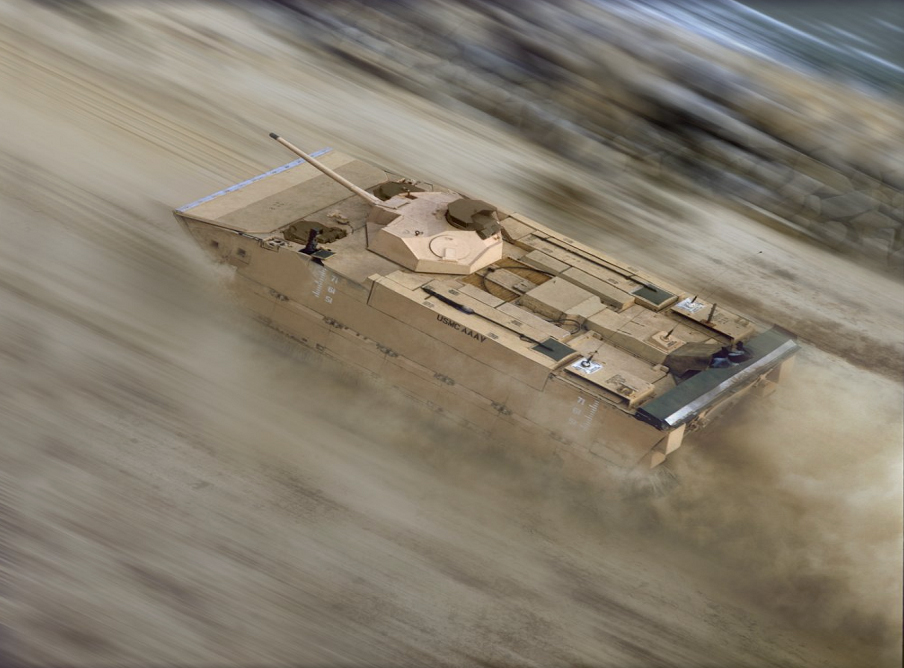
行駛狀態

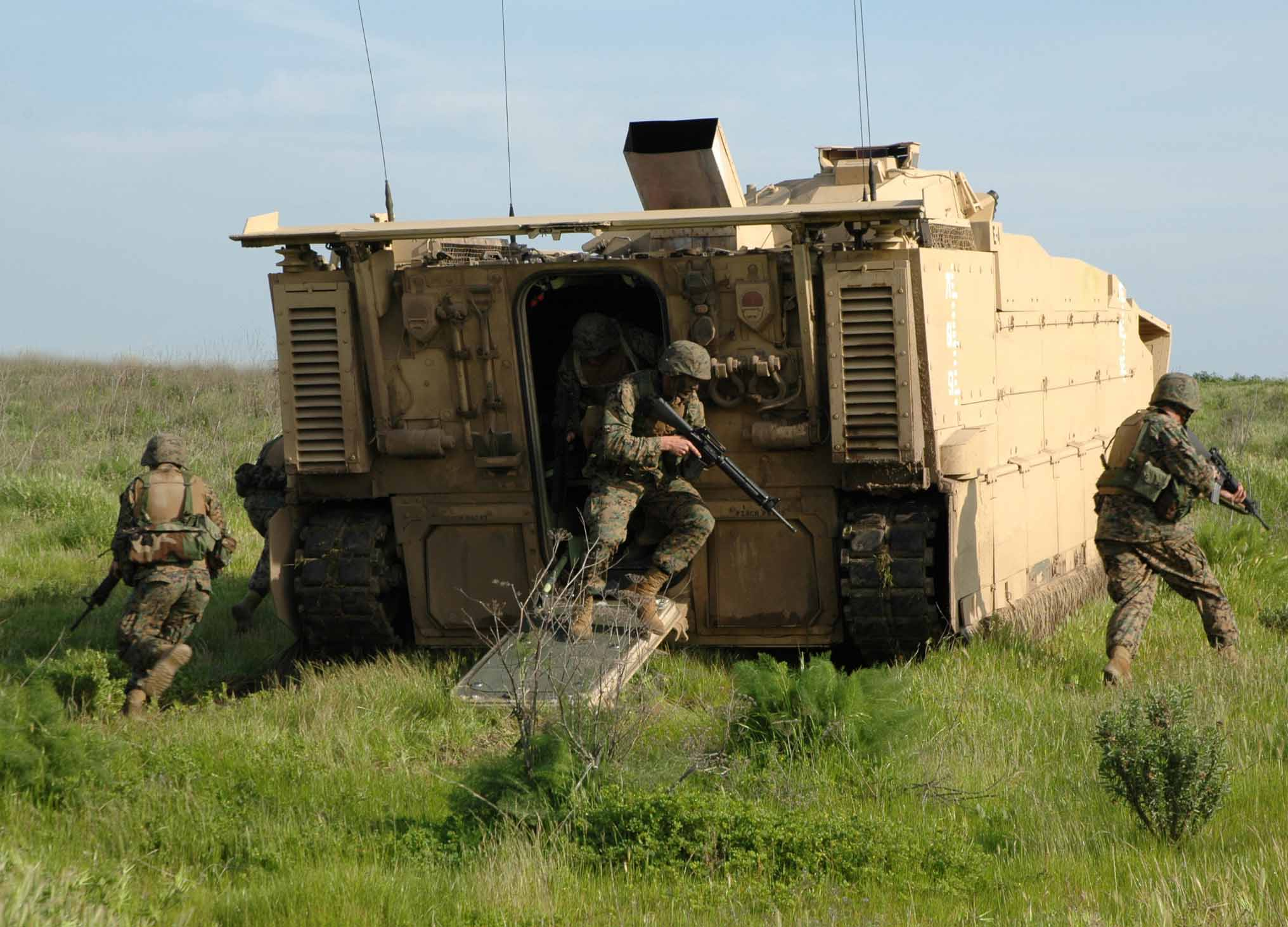
海軍陸戰隊士兵進行登陸演習

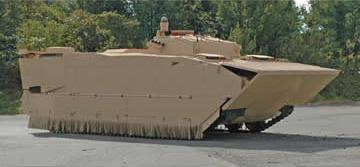
指揮車型

主要武裝為 1 座 Mk 46 雙人操作電動砲塔，含 1 門Mk 44 Mod 1巨蝮二式30mm鏈炮；次要武裝則為 1 挺 M240 7.62mm 同軸機槍。在電力系統驅動下，可快速轉向、全方位皆可射擊，俯仰角度為負 10 度到正 45 度。砲塔外另設有煙幕彈發射器。
在觀測與射控系統方面，Mk 46 砲塔上裝有緊緻模組瞄準具（Compact Modular Sight，CMS），整合第二代前視紅外線系統（FLIR）、日間光學系統、護眼雷射測距儀等。30mm 機砲與射控裝置均裝有二維穩定系統，具有行進間射擊能力。
另外還設有 32 具煙幕彈發射器，其中 16 具位於砲塔，16 具位於車身，未來計畫以主／被動干擾裝置取代。

## 衍生型（EFVC 指揮管制型）
EFVP 標準型（人員運輸型）外唯一的衍生型。其任務在提供登陸部隊指揮官強大有效優異的指管能力，因此擁有較 EFVP 更多種類的通訊管制裝備，並分為 7 個工作站。除 3 名車輛操作乘員外，尚搭載登陸部隊指揮官與 6 名參謀人員。EFVC 並未裝置 30mm 鏈砲與 Mk 46砲塔，只配備 1 挺 M240 7.62mm機槍以供自衛。

## 不同的看法

### 可靠度的問題
2007 年 2 月，華盛頓郵報（Washington Post）報導美國海軍陸戰隊不滿意遠征戰鬥載具原型車的可靠度，並打算不依照原訂期程進入量產階段。美國海軍陸戰隊已要求通用動力公司陸地系統部門製造 7 輛新的原型車，這些原型車必須修正所有被發現的缺陷，而且平均故障間隔須降低為現在原型車的一半。

### 對抗即造爆炸裝置的防護能力
2007年6月，美國眾議院海軍兵力和遠征部隊委員會（House Armed Services Subcommittee on Seapower and Expeditionary Forces）致函美國海軍陸戰隊司令，表達對遠征戰鬥載具能否對抗即造爆炸裝置（Improvised Explosive Device, IED）的關切，認為遠征戰鬥載具應重新設計，方能提供部隊更佳的防護能力與生存力。

## 外部連結
- Globalsecurity - EFV文章 （页面存档备份，存于）
- www.gdls.com-遠征戰鬥載具(PDF)
- （繁體中文） 美國陸戰隊  EFV遠征戰鬥載具 （页面存档备份，存于）（青年日報）